# Our Idiot Brother
Our Idiot Brother (Nuestro estúpido hermano, en español) es una película estadounidense de comedia de 2011, dirigida por Jesse Peretz y protagonizada por Paul Rudd, Elizabeth Banks, Zooey Deschanel y Emily Mortimer. El guion fue escrito por Evgenia Peretz y David Schisgall, basado en la historia de Jesse y Evgenia Peretz, y cuenta de un hombre idealista que se entromete y hace estragos en la vida de sus tres hermanas.
La película fue coproducida por Anthony Bregman, Peter Saraf y Marc Turtletaub, y entró en producción inusualmente rápido para una película independiente. El rodaje tuvo lugar durante seis semanas, principalmente en el Festival de Cine de Sundance de 2011. Fue estrenada en cines en Estados Unidos el 26 de agosto de 2011.

## Trama
Ned (Paul Rudd) es un idealista que ha sido liberado de prisión. En sucesión, altera la vida y hogares de sus tres hermanas: Miranda (Elizabeth Banks), quien está a punto de conseguir su gran oportunidad en periodismo; la bisexual Natalie (Zooey Deschanel), cuyas mentiras le impiden seguir adelante con su responsable novia Cindy (Rashida Jones); y Liz (Emily Mortimer), quien está muy ocupada siendo la madre perfecta para darse cuenta de que su matrimonio se está desmoronando.

## Elenco
- Paul Rudd como Ned.
- Elizabeth Banks como Miranda, la ambiciosa hermana periodista.
- Zooey Deschanel como Natalie, la hermana bisexual de Ned.
- Emily Mortimer como Liz, la hermana casada con el cineasta Dylan, y madre de River.
- James Biberi como Gus, el oficial guardacárcel.
- Kelly Briter como amiga del vecino Jeremy.
- Sterling K. Brown como Omar, el oficial de la libertad condicional de Ned.
- Steve Coogan como Dylan, el cineasta padre de River y cuñado de Ned.
- Hugh Dancy como Christian, el pintor de la secta.
- Kathryn Hahn como Janet, la ex de Ned.
- Lydia Haug como Tatiana, la bailarina serbia.
- Peter Hermann como Terry.
- Rashida Jones como Cindy, la responsable novia de Natalie.
- Shirley Knight como Ilene, la madre de los cuatro hermanos.
- T. J. Miller como Billy, el novio de Janet.
- Matthew Mindler como River, el hijo de Liz y Dylan.
- Janet Montgomery como Lady Arabella, la multimillonaria.
- Adam Scott como Jeremy, el vecino de la periodista Miranda.
- Bob Stephenson como el oficial Washburn.